# Cloquet
Cloquet är en stad i Carlton County, Minnesota, USA. Befolkningen låg på 12 124 invånare år 2010 då senaste folkräkningen genomfördes. Runt 10% av befolkningen är av svensk härkomst.

## Historia
Namnet "Cloquet" nämndes första gången på en karta över området 1843. Namnet kommer från en närliggande flod. Cloquet bestod från början av ett flertal bosättningar runt tre sågverk, Shaw Town, Nelson Town och Johnson Town. År 1844 inkorporerades de tre sågverken och det närliggande områdena i byn Cloquet. År 1904 fick byn stadsrättigheter med egen borgmästare. År 1918 var staden skådeplats för en mycket allvarlig brand som ödelade hela staden och tog livet av 500 personer.

## Demografi

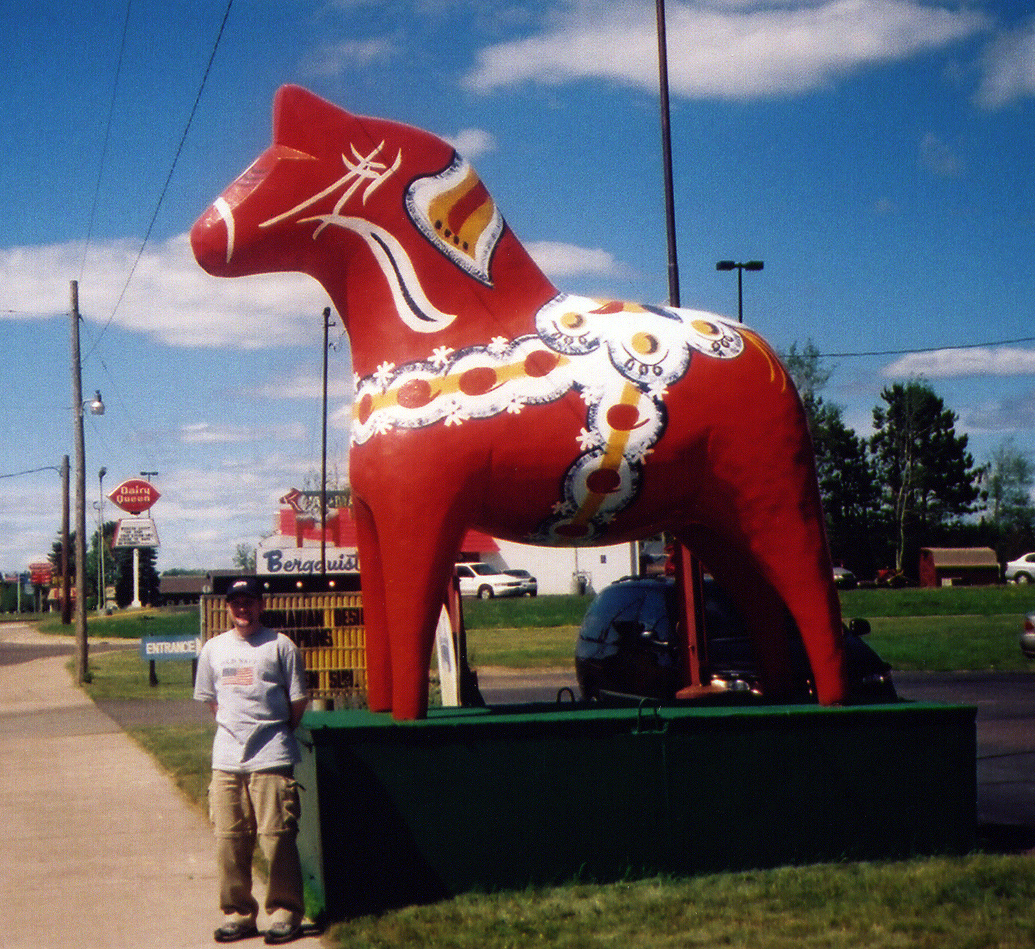
En Dalahäst i staden

Enligt folkräkningen 2010 bodde det 12 124 personer på 4 959 hushåll i staden. Befolkningstätheten låg på 344,4 invånare per kvadratkilometer. Den etniska sammansättningen var 84,4% vita, 0,4% svarta, 10,8% indianer, 0,5% asiater, 0,1% från andra etniciteter och 3,7% från en eller flera etniciteter.
Medianåldern i staden var 37 år. 25,5% av invånarna var under 18 år; 8,9% var mellan 18 och 24 år; 25,5% var mellan 25 och 44 år; 25% var mellan 45 och 64 år; och 15,2% var 64 år eller äldre. Könsuppdelningen var 48,7% kvinnor och 51,3% män.
16,0% var av tyskt, 15,4% av finskt, 12,4% av norskt, 9,8% av svenskt och 6,1% av polskt ursprung enligt folkräkningen från år 2000.

## Kända personer från Cloquet
- Jessica Lange, skådespelerska
- Jamie Langenbrunner,[3] före detta NHL-spelare.
- Clarence Larson, kemist
- Corey Millen, före detta NHL-spelare
- Barbara Payton, skådespelerska
- Derek Plante, före detta NHL-spelare